# Metadasylobus
Genre
Synonymes
- Dentizacheus Rambla, 1956

Metadasylobus est un genre d'opilions eupnois de la famille des Phalangiidae.

## Distribution
Les espèces de ce genre se rencontrent aux îles Canaries et en Macédoine du Nord.

## Liste des espèces
Selon World Catalogue of Opiliones (03/05/2021) :
- Metadasylobus fuscoannulatus (Simon, 1883)
- Metadasylobus macedonicus Hadži, 1973
- Metadasylobus tinerfensis (Rambla, 1956)

## Publication originale
- Roewer, 1911 : « Übersicht der Genera der Subfamilie der Phalangiini der Opiliones Palpatores nebst Beschreibung einiger neuer Gattungen und Arten. » Archiv für Naturgeschichte, vol. 77, p. 1–106 (texte intégral).